# هيويل بينيت
هيويل بينيت (بالإنجليزية: Hywel Thomas Bennett)‏ هو ممثل بريطاني، ولد في 8 أبريل 1944 في المملكة المتحدة، وتوفي في 25 يوليو 2017 بكارديف في المملكة المتحدة.

## أعمال

### أفلام
- (1999) مريم - والدة يسوع

## وصلات خارجية
- هيويل بينيت على موقع IMDb (الإنجليزية)
- هيويل بينيت على موقع روتن توميتوز (الإنجليزية)
- هيويل بينيت على موقع ألو سيني (الفرنسية)
- هيويل بينيت على موقع ميوزك برينز (الإنجليزية)
- هيويل بينيت على موقع أول موفي (الإنجليزية)
- هيويل بينيت على موقع قاعدة بيانات الأفلام السويدية (السويدية)
- هيويل بينيت على موقع إن إن دي بي (الإنجليزية)
- هيويل بينيت على موقع ديسكوغز (الإنجليزية)
- هيويل بينيت على موقع قاعدة بيانات الفيلم (الإنجليزية)
- هيويل بينيت على موقع كينوبويسك (الروسية)